# ۱ مهر
۱ مهر صد و هشتاد و هفتمین روز سال در گاه‌شماری خورشیدی است. به پایان سال ۱۷۸ روز (۱۷۹ روز در سال کبیسه) باقی‌است.

## مناسبت‌ها

- بازگشایی مدارس (در ایران)
- روز دهقان

## رویدادها
- ۱۳۲۴ - افتتاح سینما رکس در خیابان لاله‌زار تهران
- ۱۳۵۹ - انجام عملیات کمان ۹۹ با حمله ۱۴۰ هواپیما بمب افکن ایرانی به پایگاه‌های هوایی و مراکز ارتباط و رادار نیروی هوایی عراق
- ۱۳۵۹ - آغاز نبرد خرمشهر
- ۱۳۹۲ - حادثه ۱ مهر ۱۳۹۲ فروند هواپیمای شکاری اف-۴ فانتوم

## زادروزها
- ۱۲۸۱ - روح‌الله خمینی، از مراجع تقلید شیعه و پایه‌گذار نظام جمهوری اسلامی در ایران (برابر با ۲۰ جمادی الثانی ۱۳۲۰ ق)[۱]
- ۱۲۸۷ - محمدعلی مجتهدی گیلانی، بنیانگذار دانشگاه صنعتی شریف در لاهیجان
- ۱۲۸۸ - غلامعلی رعدی آذرخشی، ادیب شاعر و نویسنده معاصر ایرانی (درگذشته ۱۷ مرداد ۱۳۷۸)
- ۱۲۹۴ - پرویز شاهین‌خو، بازیگر (درگذشته ۱۶ مرداد ۱۳۹۵)
- ۱۲۹۴ - علی کسمایی، مدیر دوبلاژ، کارگردان، فیلم‌نامه‌نویس و روزنامه‌نگار ایرانی و ملقب به پدر دوبله ایران (درگذشته ۶ تیر ۱۳۹۱ تهران)
- ۱۳۰۱ - عبدالوهاب شهیدی، خواننده و موسیقی دان برجسته موسیقی سنتی
- ۱۳۰۱ - حسینعلی منتظری، از مراجع تقلید شیعه و یکی از انقلابیون نظام جمهوری اسلامی در ایران
- ۱۳۰۱ - سید ضیاءالدین امامی دهکردی، نگارگر (درگذشته ۱۱ تیر ۱۳۸۷ اصفهان)
- ۱۳۰۴ - غلامرضا قدسی، از شاعران ایرانی (درگذشته ۲۱ آذر ۱۳۶۸)
- ۱۳۰۴ - رحیم مؤذن‌زاده اردبیلی، اذان‌گو و نوحه‌خوان مشهور (درگذشته ۵ خرداد ۱۳۸۴)
- ۱۳۰۵ - عباس نقاش، نقاش و نگارگر، اسلیمی کار مکتب شیراز و از پیشکسوتان صنایع دستی در رشته نقاشی دیواری شیراز(درگذشته ۱۶ مهر ۱۳۹۴ شیراز)
- ۱۳۱۰ - عباس خوشدل، آهنگساز
- ۱۳۱۴ - فخری ملک‌پور، نوازنده پیانو، آهنگساز و موسیقی‌دان
- ۱۳۱۹ - محمدرضا شجریان، خسرو آواز ایران
- ۱۳۲۰ - عبدالمجید کیانی ، نوازنده برجسته سنتور، از چهره‌های ماندگار و از استادان موسیقی
- ۱۳۲۳ - میلاد کیایی، موسیقی‌دان، نوازنده سنتور و آهنگساز
- ۱۳۲۵ - حسین منزوی، شاعر معاصر
- ۱۳۲۹ - حسین چرخابی، بازیکن سابق فوتبال
- ۱۳۲۹ - حسن مهمانی، بازیگر
- ۱۳۳۴ - کاوه گوهرین، نویسنده، شاعر و پژوهشگر
- ۱۳۳۵ - محمد اسلامی، معاون رئیس‌جمهور و رئیس سازمان انرژی اتمی در دولت سید ابراهیم رئیسی و وزیر راه و شهرسازی ایران در دولت دوم حسن روحانی
- ۱۳۴۰ - ابراهیم حاتمی‌کیا، کارگردان، فیلم‌نامه‌نویس، تدوینگر
- ۱۳۴۱ - محمدحسن انصاری‌فرد، بازیکن سابق تیم ملی فوتبال ایران و باشگاه پرسپولیس، مربی سابق و مدیر ورزش اهل ایران
- ۱۳۴۳ - مسعود اطیابی، تهیه‌کننده، کارگردان و مدیر تولید
- ۱۳۴۹ - علی خودسیانی، نویسنده و فیلم‌نامه‌نویس
- ۱۳۵۵ - غلام‌رضا عنایتی، بازیکن سابق باشگاه فوتبال استقلال تهران و تیم ملی فوتبال ایران و مربی فوتبال
- ۱۳۵۵ - ابراهیم تقی‌پور، بازیکن فوتبال
- ۱۳۵۶ - بهزاد رواقی، نوازنده و آهنگساز
- ۱۳۵۷ - امیرمحمد زند، بازیگر
- ۱۳۵۸ - محمد منصوری، بازیکن فوتبال ایرانی
- ۱۳۶۱ - ابوالفضل عابدینی، عضو حزب پان ایرانیست، خبرنگار و زندانی سیاسی
- ۱۳۶۲ - روشنک گرامی، بازیگر
- ۱۳۶۳ - رضا معقولی، بازیکن فوتبال
- ۱۳۷۰ - محمد انصاری، بازیکن فوتبال
- ۱۳۷۰ - بختیار رحمانی، بازیکن فوتبال
- ۱۳۷۱ - فرشاد احمدزاده، بازیکن فوتبال

## درگذشت‌ها
- ۱۳۸۵ - جلال همتی، خواننده موسیقی مردمی (فولکلوریک) ایران
- ۱۴۰۰ - علی لندی، شهروندی که در یک حادثه آتش‌سوزی جان ۲ خانم سالمند را نجات داد
- ۱۴۰۱ - بهار خورشیدی، شهروند ایرانی